# أبريت (دوبريتش)
أبريت (بالبلغارية: Абрит) هي قرية في محافظة كروشاري في مقاطعة دوبريتش في شمال شرق بلغاريا.
يبلغ عدد سكانها حوالي 259 نسمة.